# Фралёво (Тверская область)
Фралёво — деревня в Бежецком районе Тверской области, административный центр Фралёвского сельского поселения.

## География
Деревня расположена в 3 км к северо-западу от города Бежецк.
Через деревню проходит шоссейная дорога Бежецк — Поречье.

## История
В конце XIX — начале XX века деревня входила в состав Княжевской волости Бежецкого уезда Тверской губернии.
С 1430 года деревня принадлежала Московскому Троице-Сергиеву монастырю. Секуляризационная реформа 1764 года, проведённая Екатериной II, освободила жителей деревни от монастырской зависимости и перевела их в разряд «экономических крестьян».
Жители деревни были прихожанами Троицкой (постройки конца XVIII века) и Смоленской (постройки начала XIX века) церквей села Алабузино, находившихся в четырех верстах от деревни.
1859 год: деревня казенная при пруде и колодцах, 31 двор. Всего жителей 247, в том числе 126 мужского пола и 121 женского.
1887 год: деревня на равнине, 21 колодец и 4 пруда. Ближайший лес — за 25 верст. Дворов — 56. Население — 359 человек, 184 мужского полу, 175 женского пола. Число семей — 62, семьи с земельными наделами — 60, безземельные — 2. Грамотных — 52 мужчины и одна женщина, учащихся — семь мальчиков, которые посещают школы в Бежецке. Число скота: лошадей — 46, коров и быков — 82, свиней — 10. Безлошадных хозяйств — 19, хозяйств без коров — 10.
В 1915 году деревня насчитывала 72 двора.
С 1929 года в деревне был создан Фралēвский сельсовет в качестве административно-территориальной единицы сначала Бежецкого уезда, а затем Бежецкого района.
В годы Советской власти деревня была центральной усадьбой колхоза «Большевик».
Во время Великой Отечественной войны на фронте погиб или пропал без вести 31 житель деревни.

## Население
| 1859 | 1989 | 2008 | 2010 |
| ---- | ---- | ---- | ---- |
| 245  | ↗320 | ↗335 | ↘287 |

## Инфраструктура
В деревне расположены детский сад, дом культуры, отделение почтовой связи.
В апреле 2023 г. начал работу фельдшерско-акушерский пункт.

## Этимология
Этимология названия связана с именем Флор → Фрол. Форма топонима Фрале̄во образовалась в результате инверсии согласных «л» и «р» и чередовании гласных «о» и «а».

## Достопримечательности
Дуб, посаженный в 1917 г. жителем деревни Виноградовым Алексеем Андреевичем на месте нескольких сгоревших домов.
В 2021 г. в деревне на частные пожертвования был установлен памятный знак местным жителям, погибшим в годы Великой Отечественной войны